# Siriri
Siriri is een gemeente in de Braziliaanse deelstaat Sergipe. De gemeente telt 7.946 inwoners (schatting 2009).